# Asaphidae
Az Asaphidae a háromkaréjú ősrákok (Trilobita) osztályának az Asaphida rendjébe, ezen belül az Asaphoidea öregcsaládjába tartozó család.

## Rendszerezés
A családba az alábbi nemek tartoznak:
| - Anataphrus - Araiocaris - Asaphellus - Asaphus típusnem - Atopasaphus - Aulacoparia - Aulacoparina - Australopyge - Baltiites - Banqiaoites - Basilicus - Bellefontia - Birmanitella - Birmanites - Bohemopyge - Borogothus - Brachyaspis - Branisaspis - Burminresia - Charabaia - Chengkouella - Dubovikites - Ectenaspis - Ekeraspis - Emanuelaspis - Emanuelina - Eoasaphus - Eoisotelus - Erdelia - Estoniites - Fuyunia - Gerasaphes - Gog - Gogiura - Golasaphus - Griphasaphus - Guohongjunia - Hazarania - Heraspis - Hoekaspis - Homalopyge - Hunjiangites - Hunnebergia - Huochengia - Iduia - Isabelinia - Isotella - Isoteloides - Isotelus - Isyrakella - Isyrakopeltis - Kainisiliellina | - Kayseraspis - Klabavia - Kobayashia - Lachnostoma - Lamanskytes - Lapidaria - Leningradites - Liomegalaspides - Lisogorites - Liushuicephalus - Lonchobasilicus - Lycophron - Megalaspidella - Megalaspides - Megasaphus - Megatemnoura - Megistaspidella - Megistaspis - Merlinia - Metaptychopyge - Metayuepingia - Mioptychopyge - Mischynogorites - Nahannia - Neoasaphus - Neopeltis - Nerudaspis - Nileoides - Ningkianites - Niobe - Niobella - Niobides - Niobina - Nobiliasaphus - Norasaphites - Norasaphus - Norinia - Notopeltis - Ogmasaphus - Ogyginus - Ogygiocarella - Ogygiocaris - Ogygitella - Ogygites - Ogygitoides - Onchometopus - Parabellefontia - Paramegalaspis - Paramegistaspis - Paraptychopyge - Paratamdaspis - Parayuepingia | - Penchiopsis - Platyptychopyge - Plectasaphus - Plesiyuepingia - Popovkiaspis - Popovkites - Praecoparia - Presbynileus - Priceaspis - Proasaphus - Promegalaspides - Protopresbynileus - Protoptychopyge - Proxiniobe - Pseudoasaphinus - Pseudoasaphoides - Pseudoasaphus - Pseudobasilicoides - Pseudobasilicus - Pseudobasiliella - Pseudobasiloides - Pseudogriphasaphus - Pseudogygites - Pseudomegalaspis - Pseudoptychopyge - Pseudoptyocephalus - Psilocephalina - Psilocephalops - Ptychopyge - Ptyocephalus - Rhinoferus - Sanbernardaspis - Shergoldina - Stegnopsis - Stenorhachis - Suriaspis - Tchukeraspis - Thysanopyge - Trigonocerca - Trigonocercella - Tsaidamaspis - Valdaites - Vogdesia - Volchovites - Zhenganites - Zoraspis - Zuninaspis - Xenasaphus - Xenostegium - Xinanocephalus - Yuepingioides |